# Chaîne des Côtes
Die Chaîne des Côtes ist eine Hügelkette im französischen Département Bouches-du-Rhône. Sie dehnt sich über eine Fläche von zehn mal sechs Kilometern aus.
Das Gebirge liegt zwischen den Orten Lambesc, La Roque-d’Anthéron, Cazan und Charleval. Sein höchster Punkt befindet sich auf 478 Metern, dieser ist allerdings nicht benannt. Zum Gebirge lässt sich außerdem das Plateau des Roques zählen. Dieses erreicht eine Länge von acht Kilometern und umfasst außerdem die Orte Lamanon und Aurons. Sein höchster Punkt ist der Grand Puech mit einer Höhe von 394 Metern.